# Bezannes
Bezannes là một xã thuộc tỉnh Marne trong vùng Grand Est đông nam nước Pháp. Xã nằm ở khu vực có độ cao trung bình 81 mét trên mực nước biển.
Gare Champagne-Ardenne TGV nằm ở xã này.